# Anthurium incurvatum
Anthurium incurvatum är en kallaväxtart som beskrevs av Adolf Engler. Anthurium incurvatum ingår i släktet Anthurium och familjen kallaväxter. Inga underarter finns listade.